# 薩塔瓦爾環礁
薩塔瓦爾環礁，是西太平洋島國密克羅尼西亞聯邦的一個单体珊瑚環礁，屬於加羅林群島的一部分，位於拉莫特雷克環礁以東70公里，長2公里、寬0.8公里，土地面積1.6平方公里，潟湖面積27.25平方公里，2007年人口372。
薩塔瓦爾環礁本身為一个選區，行政區劃上屬於雅浦州。薩塔瓦爾環礁在雅浦群岛中是最东部的一个岛屿。

## 地形
萨塔瓦尔从东北到西南长度为2千米，宽度为0.8千米，位于一个小型像平台的有狭窄边礁的暗礁上面。岛上长满了椰树和面包果树。由于没有供大船的停泊处，萨塔瓦尔很少有外人到访。位于西北方向71千米的西法尤環礁（Piagailoe），隸屬萨塔瓦尔行政區管轄。

## 文化
当地语言是萨塔瓦尔语，是一种特魯基克语（Trukic language），与渥里安語（Woleaian language）很接近。尽管位于雅浦州，岛上的居民在文化和语言方面却更接近楚克州的居民。萨塔瓦尔岛上的居民主要依靠捕鱼和一些农产品生活，像椰果、面包果和芋头。他们建造小型的茅草屋供休息，利用面包果树的中线造船。而文化形式主要是围绕着舞蹈和讲故事，一种被称为土巴（tuba）的酒精饮料非常出名，是从发酵的椰子汁中酿造出来的。

## 外部連結
- A Return to Paradise account of 1967 visit to Satawal
- Steve Thomas Traditional Micronesian Navigation Collection （页面存档备份，存于）  - photographic materials related primarily to traditional navigation on the island of Satawal Island, Yap
- Entry at Oceandots.com （页面存档备份，存于）
- THE NAVIGATORS: Pathfinders of the Pacific （页面存档备份，存于）, a documentary film of Mau Piailug and communal life on Satawal including food preparation, fishing and boat building. Produced by Sanford J. Low and distributed by The New Film Company, Inc., Cambridge, Massachusetts.